# Святий Теодор (острови)
Острови Святого Теодора (грец. Άγιοι Θεόδωροι) - два безлюдні острівці біля західного узбережжя острова Крит. Один називається Святий Теодор, який також називають Тодору і острівець в декількох метрах далі на північ називається Мікрос Святий Теодор ("Маленький Святий Теодор").  Адміністративно вони входять до муніципалітету Платаньяс, у складі ному Ханья. На островах мешакає Крі-крі - критський козел.

## Національний парк
У 1930 році муніципалітет Святої Марини у співпраці з мисливською асоціацією Ханья вирішив зробити островах природний заповідник. У 1935 році, що Теодор Вігліс зловив одиного самця та двох самок Крі-крі в ущелині Самарії і випустив їх на Агіос Теодорос , щоб вони могли схрещуватися чисто, бо ніякі інші кози не населяли острів. Ця початкова невелика громада Крі-крі був занадто малий, щоб запобігти інбридингу і до спільноти було ввезено більше Крі-крі.  З ізольованої спільноти Крі-крі на островах Святого Теодора тварин беруть для зоопарків усього світу. 

## Історія
У 1583 році венеційці побудували дві невеликі фортеці на островах Святого Теодора щоб запобігти використання їх піратами в і частково захистити узбережжя Криту. 